# Municipio de Littleton (Illinois)
El municipio de Littleton (en inglés: Littleton Township) es un municipio ubicado en el condado de Schuyler en el estado estadounidense de Illinois. En el año 2010 tenía una población de 336 habitantes y una densidad poblacional de 3,55 personas por km².

## Geografía
Según la Oficina del Censo de los Estados Unidos, el municipio tiene una superficie total de 94.59 km², de la cual 94,59 km² corresponden a tierra firme y (0 %) 0 km² es agua.

## Demografía
Según el censo de 2010, había 336 personas residiendo en el municipio de Littleton. La densidad de población era de 3,55 hab./km². De los 336 habitantes, el municipio de Littleton estaba compuesto por el 99,7 % blancos y el 0,3 % eran de una mezcla de razas. Del total de la población el 0,3 % eran hispanos o latinos de cualquier raza.